# Grand Prix automobile d'Argentine 1971
Le Grand Prix automobile d'Argentine 1971 est une course regroupant des Formule 1 et des Formule 5000 qui s'est déroulée sur l'autodrome Oscar Alfredo Galvez (circuit n°9) à Buenos Aires le 24 janvier 1971. Il ne comptait pas pour le championnat du monde de Formule 1 mais a permis de tester le nouveau développement du circuit qui n'avait plus accueilli de course de Formule 1 depuis 1960. Le bon déroulement de cette épreuve a conduit à la réinscription de l'épreuve argentine au calendrier du championnat du monde dès 1972. Ce Grand Prix s'est disputé en deux manches de cinquante tours chacune.

## Qualifications
La couleur rose indique les pilotes engagés sur Formule 5000.
| Pos | Pilote              | Ecurie                      | Voiture       | Temps         |
| --- | ------------------- | --------------------------- | ------------- | ------------- |
| 1   | Rolf Stommelen      | Surtees Racing Organisation | Surtees TS7   | 1 min 15 s 85 |
| 2   | Chris Amon          | Matra                       | Matra MS 120  | + 0 s 03      |
| 3   | Reine Wisell        | Lotus                       | Lotus 72      | + 0 s 18      |
| 4   | Emerson Fittipaldi  | Lotus                       | Lotus 72      | + 0 s 43      |
| 5   | Carlos Reutemann    | Joakim Bonnier Racing Team  | McLaren M7A   | + 0 s 64      |
| 6   | Joseph Siffert      | Jo Siffert Automobiles      | March 701     | + 0 s 76      |
| 7   | Henri Pescarolo     | Williams                    | March 701     | + 0 s 95      |
| 8   | Derek Bell          | Tom Wheatcroft Racing       | March 701     | + 1 s 38      |
| 9   | Wilson Fittipaldi   | Privé                       | Lotus 72      | + 2 s 05      |
| 10  | Silvio Moser        | Jolly Club Suisse-SMRT      | Bellasi F1 70 | + 3 s 16      |
| 11  | David Prophet       | Privé                       | McLaren M10B  | + 4 s 73      |
| 12  | Joakim Bonnier      | Joakim Bonnier Racing Team  | Lola T190     | + 6 s 11      |
| 13  | Gordon Spice        | McLaren                     | McLaren M10B  | + 7 s 60      |
| 14  | Nestor Garcia-Veiga | Privé                       | Surtees TS5A  | + 10 s 41     |
| 15  | Carlos Marincovich  | Privé                       | McLaren M10B  | + 44 s 21     |

## Classement du Grand Prix
| Pos | Pilote                           | Ecurie                      | Voiture       | Tours | Temps/Abandon      |
| --- | -------------------------------- | --------------------------- | ------------- | ----- | ------------------ |
| 1   | Chris Amon                       | Matra                       | Matra MS 120  | 100   | 2 h 08 min 19 s 29 |
| 2   | Henri Pescarolo                  | Williams                    | March 701     | 100   | + 21 s 86          |
| 3   | Carlos Reutemann                 | Joakim Bonnier Racing Team  | McLaren M7A   | 100   | + 53 s 31          |
| 4   | David Prophet                    | Privé                       | McLaren M10B  | 96    | + 4 tours          |
| 5   | Derek Bell                       | Tom Wheatcroft Racing       | March 701     | 88    | Moteur             |
| 6   | Joseph Siffert                   | Jo Siffert Automobiles      | March 701     | 86    | Suspension         |
| 7   | Reine Wisell                     | Lotus                       | Lotus 72      | 84    | Accident           |
| 8   | Gordon Spice                     | McLaren                     | McLaren M10B  | 84    | + 16 tours         |
| 9   | Wilson Fittipaldi                | Privé                       | Lotus 72      | 71    | Moteur             |
| 10  | Joakim Bonnier                   | Joakim Bonnier Racing Team  | Lola T190     | 68    | + 32 tours         |
| 11  | Silvio Moser                     | Jolly Club Suisse-SMRT      | Bellasi F1 70 | 66    | Moteur             |
| 12  | Rolf Stommelen                   | Surtees Racing Organisation | Surtees TS7   | 60    | Boîte de vitesses  |
| 13  | Carlos Marincovich & Gregg Young | Privé                       | McLaren M10B  | 59    | + 41 tours         |
| 14  | Emerson Fittipaldi               | Lotus                       | Lotus 72      | 48    | Pression d'huile   |
| 15  | Nestor Garcia-Veiga              | Privé                       | Surtees TS5A  | 11    | Fuite d'huile      |

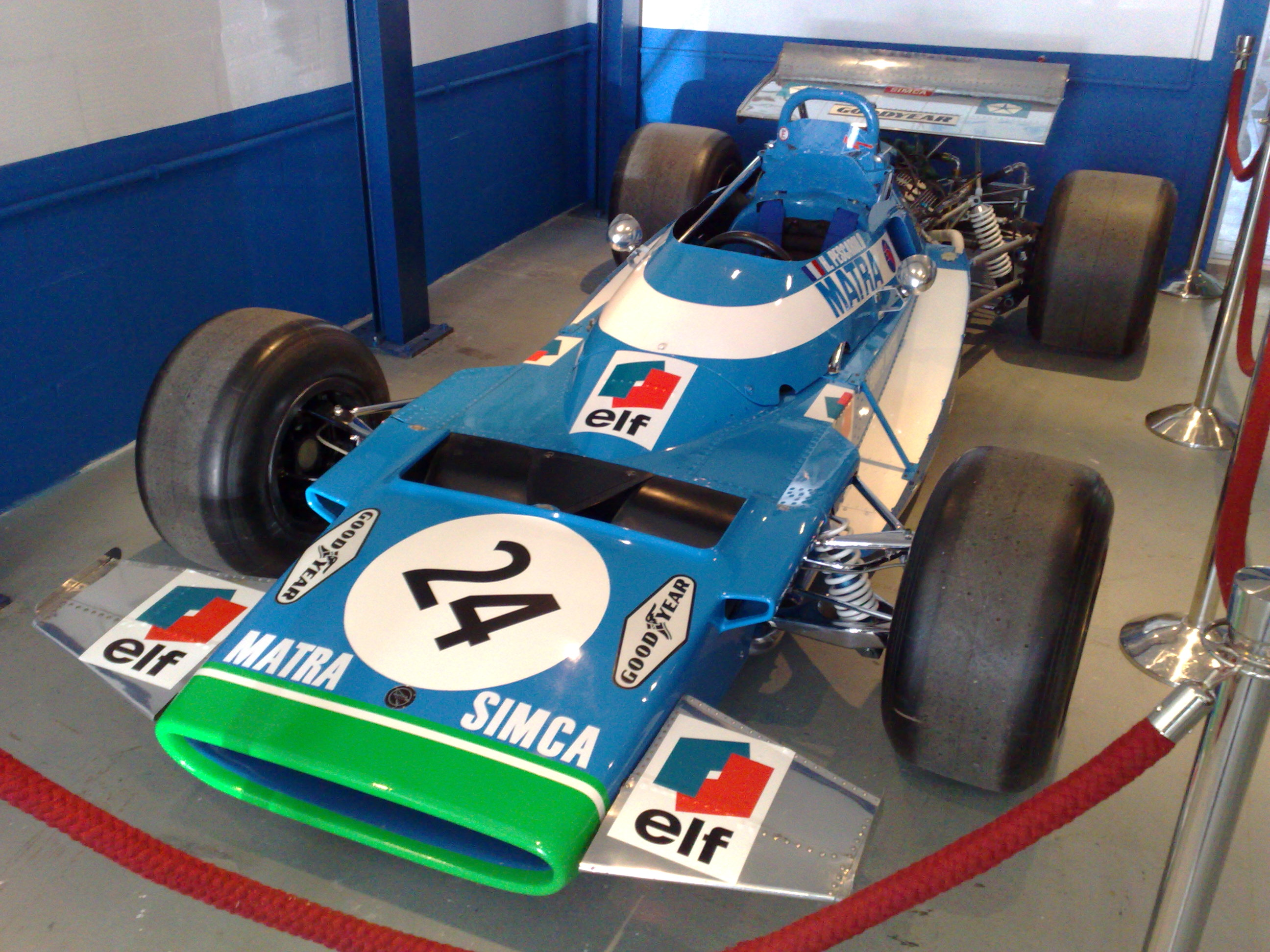
La Matra MS120 (ici une version 1970 identique à celle pilotée par Amon pour cette épreuve) s'est montrée la plus rapide en course.

- Course scindée en deux manches de cinquante tours. La première manche a été remportée par Rolf Stommelen en 1 h 03 min 57 s 97, la seconde par Chris Amon en 1 h 04 min 14 s 38.

## Pole position et record du tour
- Pole position : Rolf Stommelen en 1 min 15 s 85 (vitesse moyenne : 161,867 km/h). Temps réalisé lors de la seconde séance d'essais.
- Tour le plus rapide : Chris Amon en 1 min 15 s 05 (vitesse moyenne : 163,571 km/h).

## Tours en tête
- Rolf Stommelen : 50 tours (1-50) - première manche
- Jo Siffert : 4 tours (1-4) - deuxième manche
- Chris Amon : 46 tours (5-50) - deuxième manche

## À noter
- 2e victoire en F1 (hors-championnat) pour Chris Amon.